# Zbrodnia i kara
Zbrodnia i kara (ros. Преступле́ние и наказа́ние) – rosyjska powieść autorstwa Fiodora Dostojewskiego napisana w 1866 i w tym samym roku opublikowana w odcinkach w czasopiśmie „Russkij Wiestnik”. W formie książkowej ukazała się w 1867, a w Polsce wydano ją po raz pierwszy w latach 1887–1888.
Tematem powieści są losy byłego studenta, Rodiona Raskolnikowa, który postanawia zamordować i obrabować starą lichwiarkę.
Pełny tekst:  Zbrodni i kary  w Wikiźródłach 

  Pobierz jako: EPUB   • PDF   • MOBI  

## Okoliczności powstania i publikacji utworu

### Geneza powieści
Zamysł powieści zaczął kształtować się już w latach 50., kiedy pisarz przebywał na katordze. Interesował się wtedy psychologią współwięźniów (wśród których znajdowali się również skazani za morderstwo), przeczytał też wtedy ponownie dzieła Puszkina, w tym m.in. utwór Cyganie. Poemat ten, opowiadający o mężczyźnie, niweczącym swoje ideały poprzez popełnioną zbrodnię, przyczynił się znacznie do wykrystalizowania się pomysłu na Zbrodnię i karę. W latach 60. Dostojewski zamieścił w brudnopisie refleksję na temat utworu: Aleko zabił. Świadomość, że sam nie jest godzien ideału, który dręczy jego duszę. Oto zbrodnia i kara.
Dostojewskiego zainspirowała również sprawa Pierre’a François Lacenaire’a, o której przeczytał pod koniec 1860, kiedy przeglądał francuskie sprawozdania z procesów sądowych, by zdobyć ciekawe i sensacyjne informacje do swojego pisma „Wriemia”. W 1829 Lacenaire, pochodzący z Lyonu student prawa, zabił w pojedynku siostrzeńca deputowanego Benjamina Constanta. Po odbyciu kary zajął się twórczością literacką, jednak kontakty z dawnymi współwięźniami, bieda i niezaspokojone ambicje popchnęły go w końcu do zabójstwa na tle rabunkowym. Ponownie trafił do więzienia; podczas odbywania wyroku opublikował tomik wierszy. Lacenaire uważał się za jednostkę wybitną i wyjątkową, twierdził również, że nie jest zbrodniarzem, a jedynie ofiarą swojej epoki.
Sprawa Lacenaire’a pomogła Dostojewskiemu skonstruować postać Raskolnikowa. Z kolei trudności finansowe, jakie dręczyły pisarza w 1864 i wynikające z nich kontakty z lichwiarzami, wierzycielami i policją, przyczyniły się do opisania sytuacji życiowej bohatera, a jego moskiewska ciotka Kumanina, od której zmuszony był pożyczyć 10 000 rubli, posłużyła za prototyp powieściowej Alony Iwanowny, starej lichwiarki. Z kolei do stworzenia postaci policjanta, Nikodema Fomicza, mógł Dostojewski wykorzystać rysy rewirowego, z którym pisarz kontaktował się w sprawie swoich kłopotów materialnych i który udzielił mu licznych informacji o pracy policji.

### Powstawanie i publikacja powieści
W 1865 Dostojewski rozpoczął pracę nad powieścią, która miała być zatytułowana Pijaniutcy, i poruszać temat alkoholizmu, jego przyczyn i konsekwencji dla rodzin, zawierać sceny z życia rodzinnego i dokonywać analizy tego problemu. Jednak ponieważ wydawca nie wykazał zainteresowania planowanym utworem, pisarz porzucił pomysł. Nienapisani Pijaniutcy stali się jednak podstawą stworzenia portretu rodziny Marmieładowów w Zbrodni i karze.
Dostojewski rozpoczął pracę nad Zbrodnią i karą jesienią 1865, podczas pobytu w Wiesbaden. Uzyskał też wtedy od wydawcy czasopisma „Russkij Wiestnik” 300 rubli na poczet powstającej powieści. W listopadzie pisarz zniszczył napisane już fragmenty i rozpoczął proces pisania od nowa. Pierwsze rozdziały utworu ukazały się w „Russkim Wiestniku” w styczniu 1866. W lipcu 1866 Dostojewski zamieszkał w wiosce Lublino pod Moskwą, gdzie spędzała lato jego rodzina. Pracował tam nad utworem codziennie od dziewiątej rano do trzeciej po południu, natomiast raz w tygodniu udawał się do Moskwy, gdzie kontaktował się z redaktorami „Russkiego Wiestnika”, Michaiłem Katkowem i Mikołajem Lubimowem. Podczas jednego z takich spotkań redaktorzy wymogli na pisarzu znaczne skrócenie i przeredagowanie fragmentu, w którym Sonia i Raskolnikow rozmawiają o Ewangelii – uznali, że niestosowne jest, aby prostytutka czytała i komentowała Pismo Święte, oraz obawiali się nadmiernej idealizacji tej postaci. Ostatecznie więc, pomimo oporów pisarza, wersja drukowana zawiera ten fragment w wersji znacznie krótszej, niż zamierzona przez pisarza (kształt pierwotnej wersji nie jest współcześnie znany). Powieść została ostatecznie ukończona pod koniec 1866.

## Główni bohaterowie
- Rodion Romanowicz Raskolnikow

Raskolnikow jest ateistą, zmaga się z głębokim wewnętrznym konfliktem dotyczącym tego, czy zabić lichwiarkę, a następnie wyznać swój czyn i powrócić do ludzkości. Były student Raskolnikow żyje w nędzy, czuje się odizolowany od społeczeństwa, pełen nienawiści do samego siebie, chory i słaby. Główne dramaty powieści rozwijają się wokół tego wewnętrznego konfliktu.
- Sofia „Sonia” Siemonowna Marmieładow

Sonia, ukochana Raskolnikowa i córka Marmieładowa, zmuszona jest pracować jako prostytutka, aby utrzymać swoją rodzinę. Mimo że jest nieśmiała i łatwo się zawstydza, ma silną wiarę religijną i jest jedyną osobą, z którą Raskolnikow ma znaczącą relację.
- Awdotia „Dunia” Romanowna Raskolnikow

Dunia, siostra Raskolnikowa, jest inteligentna, dumna i atrakcyjna, ale także moralna i pełna współczucia. Jest odważna i zdecydowana; zakończyła zaręczyny z Łużynem, gdy ten obraził jej rodzinę, i odpędziła Swidrygajłowa strzałami z broni.
- Arkadiusz Iwanowicz Swidrygajłow

Swidrygajłow jest byłym pracodawcą Duni i osobą niemoralną. Wierzy, że może zdobyć uczucia Duni. Chociaż śmierć jego żony, Marfy Pietrowny, uczyniła go hojniejszym, pozostaje ogólnie postacią stanowiącą zagrożenie dla Duni i Raskolnikowa.
- Dmitrij Prokoficz Razumichin

Razumichin, przyjaciel Raskolnikowa i były student, radzi sobie z ubóstwem poprzez ciężką pracę. Jego uprzejmość i towarzyskość pokazują, jak bardzo Raskolnikow oddalił się od społeczeństwa. W pewnym sensie zastępuje Raskolnikowa, doradzając i chroniąc Pulcherię Alexandrownę i Dunię. Jego nazwisko pochodzi od rosyjskiego słowa „razum”, które oznacza „rozum” lub „inteligencję”.
- Porfiry Pietrowicz

Porfiry Pietrowicz jest sędzią prowadzącym śledztwo w sprawie morderstw. Ma bystre zrozumienie psychologii przestępczej i skrupulatnie śledzi stan psychiczny Raskolnikowa od przestępstwa do wyznania. Jest głównym antagonistą powieści; choć pojawia się rzadko, jego obecność jest stale odczuwalna.

## Bohaterowie drugoplanowi
- Alona Iwanowna

Alona Iwanowna jest lichwiarką, u której Raskolnikow zastawił zegarek odziedziczony po ojcu. Jest ona bezduszną kobietą, źle traktującą swoją siostrę, Lizawietę, swój majątek w testamencie postanowiła przeznaczyć na budowę monasteru za wieczne odpoczywanie jej duszy. Zostaje zabita przez Raskolnikowa poprzez przecięcie głowy siekierą.
- Lizawieta Iwanowna

Lizawieta, siostra Alony, jest pod kątem charakteru bardzo podobna do Soni: jest nieśmiała i nie ma odwagi postawić się swojej siostrze. Przyjaźniła się z Sonią, przed śmiercią wymieniła się z nią różańcem za medalik. Przypadkowo jest świadkiem morderstwa swojej siostry, z tego powodu również zostaje zamordowana przez Raskolnikowa.
- Siemon Zacharycz Marmieładow

Marmieładow to były urzędnik, który obecnie jest głęboko uzależnionym alkoholikiem, przepijającym wszystkie pieniądze. Zaniedbuje on swoją rodzinę, zmuszając swoją żonę do samotnego zajmowania się domem. Umiera przejechany dorożką, jego pogrzeb zostaje sfinansowany przez Raskolnikowa.
- Katarzyna Iwanowna Marmieładow

Katarzyna jest ubogą kobietą, ciężko pracującą w domu i wychowującą trójkę dzieci. Gardzi ona swoim mężem pijakiem, a także Amalią Lippewechsel. Po śmierci swojego męża popada w obłęd. Ostatecznie potyka się na ulicy, na skutek którego dostaje krwotoku i umiera.
- Amalia Lippewechsel

Amalia, Niemka żyjąca w Petersburgu, jest właścicielką kamienicy, w której mieszka rodzina Marmieładowów. Niewiele wiadomo o jej przeszłości, sama twierdzi iż jej ojciec był bogatym i wpływowym Niemcem z Berlina. Wdowa po Marmieładowie uważa jednak, iż jej ojciec najpewniej był biednym Łotyszem, a sama Amalia zajmowała się w przeszłości podłymi zawodami. Amalia z trudem mówi po rosyjsku, popełniając liczne błędy językowe.

## Przegląd treści

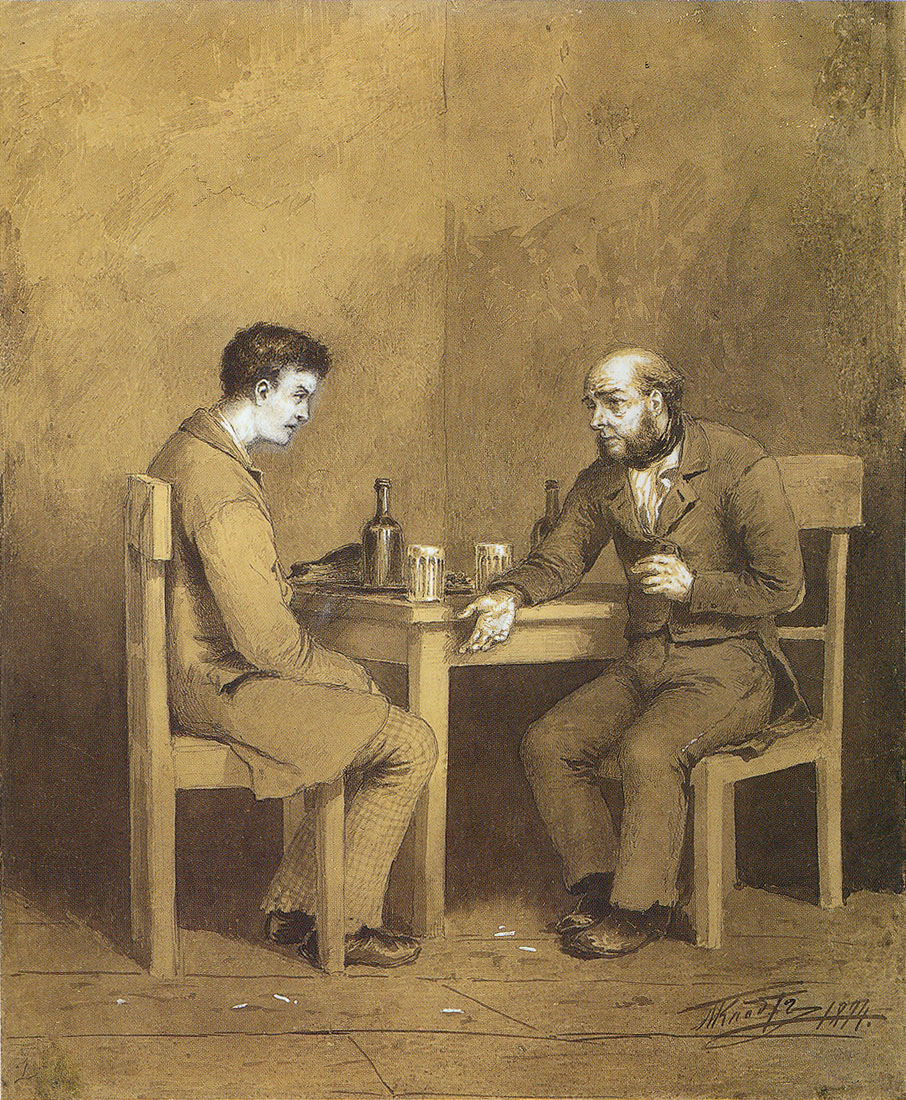
Raskolnikow i Marmieładow

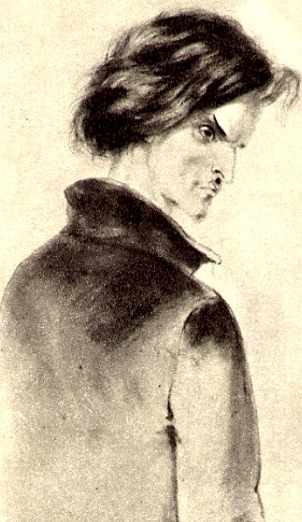
Raskolnikow (autorstwa P.M. Boklevskiego)

Książka opowiada o perypetiach Rodiona Romanowicza Raskolnikowa, 23-letniego byłego studenta prawa. Rodia był półsierotą, miał jednak kochającą rodzinę. Jego matka Pulcheria Aleksandrowna i siostra Awdotia Romanowna, zwana Dunią, darzyły go głębokim uczuciem, wspierały finansowo i martwiły jego ciężką sytuacją. Siostra do tego stopnia pragnęła poświęcić się dla brata, że zamierzała wyjść za mąż za Piotra Pietrowicza Łużyna, człowieka,
który zapewniłby spokój materialny rodzinie, a Rodionowi ułatwił praktykę prawniczą. Bohater, zbuntowany przeciw porządkowi świata, popełnia morderstwo na starej lichwiarce. Zgodnie ze swoją ideologią, którą wcześniej publikuje na łamach prasy, jako jednostka wybitna ma prawo zabijać, gdyż geniusz usprawiedliwia wszystkie zbrodnie dokonane na „zwykłych” ludziach, których Raskolnikow nazywa „wszami”. Morderstwo to ma być dla niego swoistym sprawdzianem jego odwagi i determinacji. Inną, mniej ważną pobudką była trudna sytuacja materialna Raskolnikowa, który potrzebował pieniędzy na kontynuację studiów.
Zbrodni dokonuje, uderzając w jej głowę siekierą, uprzednio uśpiwszy jej czujność. W trakcie dokonywania zbrodni zmuszony jest zabić również siostrę lichwiarki Lizawietę. Szczęśliwym trafem, udaje mu się zbiec z miejsca zbrodni, nie będąc zauważonym. Zabiera z mieszkania lichwiarki jedynie trochę pieniędzy i kilka przedmiotów, z przerażenia swym czynem traci zdolność racjonalnego myślenia i pozostawia nietknięte pudełko z dużą ilością gotówki. Czując obrzydzenie do ukradzionych przedmiotów i obawiając się odkrycia jego zbrodni, ukrywa łup pod kamieniem w jednej z pobliskich bram. Zbrodnia doprowadza go do samoudręczenia myślami o zbliżającej się karze. Powoduje to u niego wyczerpanie psychiczne, chorobę związaną z gorączką i majakami. Wciąż wierzy jednak w prawdziwość swej ideologii. Ostatecznie, po wielu załamaniach psychicznych, zostaje zdemaskowany przez sędziego śledczego, Porfirego. Za namową jego i Soni przyznaje się do zbrodni i w szczegółach relacjonuje władzom jej przebieg. Dzięki przyznaniu się do winy otrzymuje umiarkowaną karę. Trafia na 8 lat na Syberię. Na katordze przez większość czasu nie czuje skruchy, trapi go wręcz bezsensowność odsiadywania kary za czyn, który nazywa tylko „uchybieniem”, jako że został wykonany tak niestarannie. Przełom pojawia się dopiero w końcowych fragmentach powieści.
Istotny w powieści jest również wątek Soni i Katarzyny Iwanowny. Sonia, której macochą jest Katarzyna Iwanowna (osoba niezrównoważona i wybuchowa), jest zmuszona do prostytucji przez warunki materialne. Jej perypetie wiążą się bezpośrednio z losem Rodiona i ostatecznie jedzie ona za nim na Syberię, gdzie przyczynia się do jego przemiany. Głównym jej powodem jest miłość do Raskolnikowa, która pozwala mu przeżyć trudne chwile i mieć nadzieję na nową przyszłość.
Czas akcji powieści
Wydarzenia rozgrywają się w lipcu 1865 (datę roczną określił sam autor w liście pisanym jesienią 1865 do wydawcy pisma „Russkij Wiestnik” Michała Katkowa, proponując mu wydrukowanie powieści) i trwają 14 dni. Pewne realia życia codziennego Rosji pozwalają określić datę dzienną. Perypetie Raskolnikowa rozpoczęły się wieczorem 7 lipca, był to poniedziałek.